# Barichneumon annulicornis
Barichneumon annulicornis là một loài tò vò trong họ Ichneumonidae.